# Râul Buciniș, Șaru
Râul Buciniș este un afluent al râului Șaru. 